# Yponomeuta gigas
Yponomeuta gigas es una especie de polilla del género Yponomeuta, familia Yponomeutidae, orden Lepidoptera. Fue descrita científicamente por Rebel en 1892.

## Descripción
La envergadura es de 28-31 milímetros.

## Distribución
Se distribuye por España.